# 吳韓起
吴韩起（1600年—1660年），字宣伯，號青岳，福建泉州府晋江县人。

## 生平
吴韩起曾就学晋江龙湖鲁东陈鹄“文辉书堂”门下，是“鲁东十八士”之一。崇祯九年（1636年）丙子科福建乡试举人，崇祯十三年（1640年）庚辰科進士，刑部观政，本年授当涂县知县有惠政，擢礼部主事，十五年壬午（1642年）主广东乡试，明亡归乡。清顺治十七年（1660年）卒，葬紫帽山柴塔。祀青阳石鼓山乡贤祠、泉州乡贤祠。为文古雅清隽，海内称为青岳先生。著有《四书说》、《易经说》等书行世。
崇祯三年为诸生时，参加虎丘大会，加入复社。